# Compagnie de transport public de Cluj-Napoca

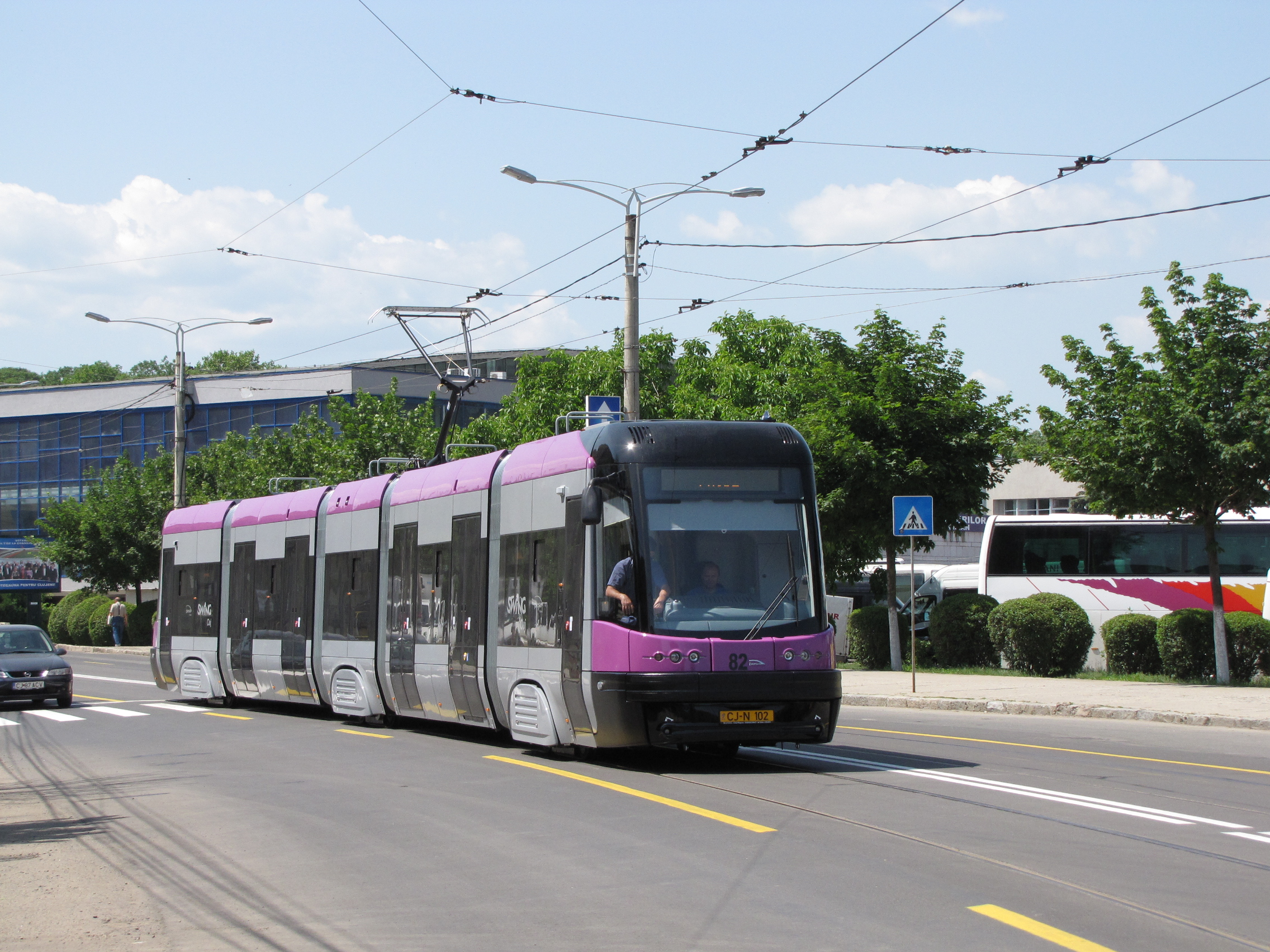
Une des nouvelles rames de tramway acquises en 2012.

Compagnie de transport public de Cluj-Napoca (en roumain : Compania de Transport Public Cluj-Napoca abrégé en CTP), connue jusqu'en 2013 comme Régie autonome des transports urbain de voyageurs  (en roumain : Regia Autonomă de Transport Urban Călători, abrégé en RATUC), est l'exploitant du réseau de transports en commun de Cluj-Napoca (Kolozsvár en hongrois) en Transylvanie. Le réseau est composé de lignes de tramway, trolleybus et autobus. Sur les 662 kilomètres de rues, 342 sont empruntées par des transports en commun.

## Histoire

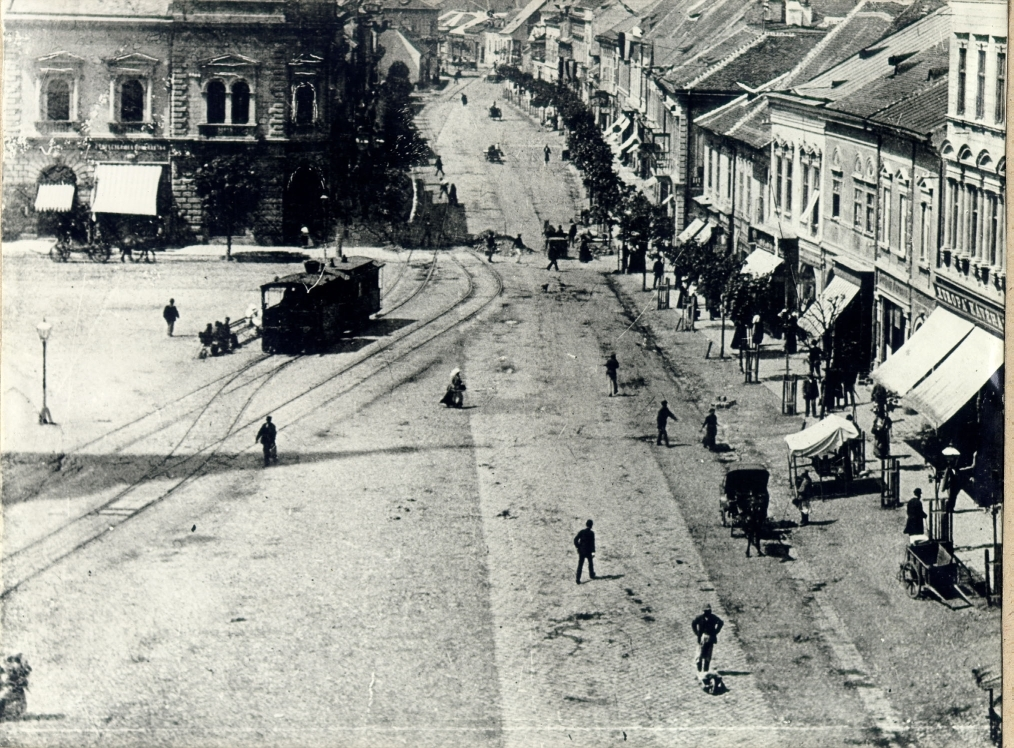
Le tout premier tramway sur Főtér en 1902.

Avec la construction de la gare dans la deuxième moitié du XIXe siècle, la ville de Kolozsvár nécessitait de transports en commun. En 1893, le tout premier tramway à vapeur circulait entre cette même gare et le centre-ville. Cependant, la ville a décidé d'arrêter sa circulation en 1902 à cause d'un nombre trop important d'accidents.
La première ligne de bus a été mise en place en 1922 entre le village périphérique de Someșeni (Szamosfalva), la Place Centrale et la gare. À la veille de la Seconde guerre mondiale, neuf lignes d'autobus circulaient dans la ville.
La nouvelle époque des transports en commun clujois a commencé en 1959 quand la flotte des autobus a été changée et les trolleybus ont été mis en service. En 1987, du fait de l'augmentation croissante de la population, un réseau de tramway a également été mis en place. La RATUC, la société exploitante a été créée en 1991.

## Lignes

### Tramways
| Ligne | Terminus 1                                             | Terminus 2                      | Longueur en km | Nombre de stations |
| ----- | ------------------------------------------------------ | ------------------------------- | -------------- | ------------------ |
|       | Piața Gării Állomás tér                                | Bulevardul Muncii Munka sugárút | 5,8            | 9                  |
|       | Mănăștur, Strada Bucium Monostori negyed, Bucsony utca | Piața Gării Állomás tér         | 6              | 11                 |
|       | Mănăștur, Strada Bucium Monostori negyed, Bucsony utca | Bulevardul Muncii Munka sugárút | 11,7           | 19                 |

### Trolleybus
| Ligne | Parcours | Longueur en km | Nombre de stations | Temps de parcours |
| ----- | --- | -------------- | ------------------ | ----------------- |
|       | Mănăștur, Strada Clăbucet ↔ Piața 1er mai Monostori negyed, Clăbucet utca ↔ Május 1. tér                                 | +14,           | 11                 | 62 minutes        |
|       | Gheorgheni, Aleea Snagov ↔ Piața Gării Györgyfalvi-negyed, Snagov sétány ↔ Baross tér, Vasútállomás                      | +10,           | 10                 | 46 minutes        |
|       | Mărăști, Atlas ↔ Piața Gării Mărăști-lakótelep, Atlas ↔ Baross tér, Vasútállomás                                         | +11,           | 9                  | 50 minutes        |
|       | Mănăștur, Strada Clăbucet ↔ Mărăști, Atlas Monostori negyed, Clăbucet utca ↔ Mărăști-lakótelep, Atlas                    | +15,           | 13                 | 60 minutes        |
|       | Mărăști, Atlas ↔ Strada Izlazului Mărăști-lakótelep, Atlas ↔ Izlaz utca                                                  | +14,           | 12                 | 62 minutes        |
|       | Mănăștur, Strada Clăbucet ↔ Gheorgheni, Aleea Snagov Monostori negyed, Clăbucet utca ↔ Györgyfalvi-negyed, Snagov sétány | +17,           | 14                 | 65 minutes        |

### Autobus
| Ligne | Parcours                                                                                       | Longueur en km | Nombre de stations | Temps de parcours |
| ----- | ---------------------------------------------------------------------------------------------- | -------------- | ------------------ | ----------------- |
|       | Piața Mihai Viteazul ↔ Aeroportul Széchényi tér ↔ Repülőtér                                    | +18,           | 15                 | 60 minutes        |
|       | Mănăștur, Strada Bucium ↔ Piața Gării Bucsony utca ↔ Baross tér, Vasútállomás                  | +13,           | 10                 | 47 minutes        |
|       | Piața Mihai Viteazul ↔ Bună Ziua, Complex Tempus Széchényi tér ↔ Békás-negyed, Tempus-lakópark | +13,           | 10                 | 60 minutes        |
|       | Piața Gării ↔ Spitalul de Boli Infecțioase Baross tér, Vasútállomás ↔ Járványkórház            | +8,            | 8                  | 60 minutes        |
|       | Piața Mihai Viteazul ↔ Emerson Széchényi tér ↔ Emerson                                         | +13,           | 16                 | 40 minutes        |

## Galerie

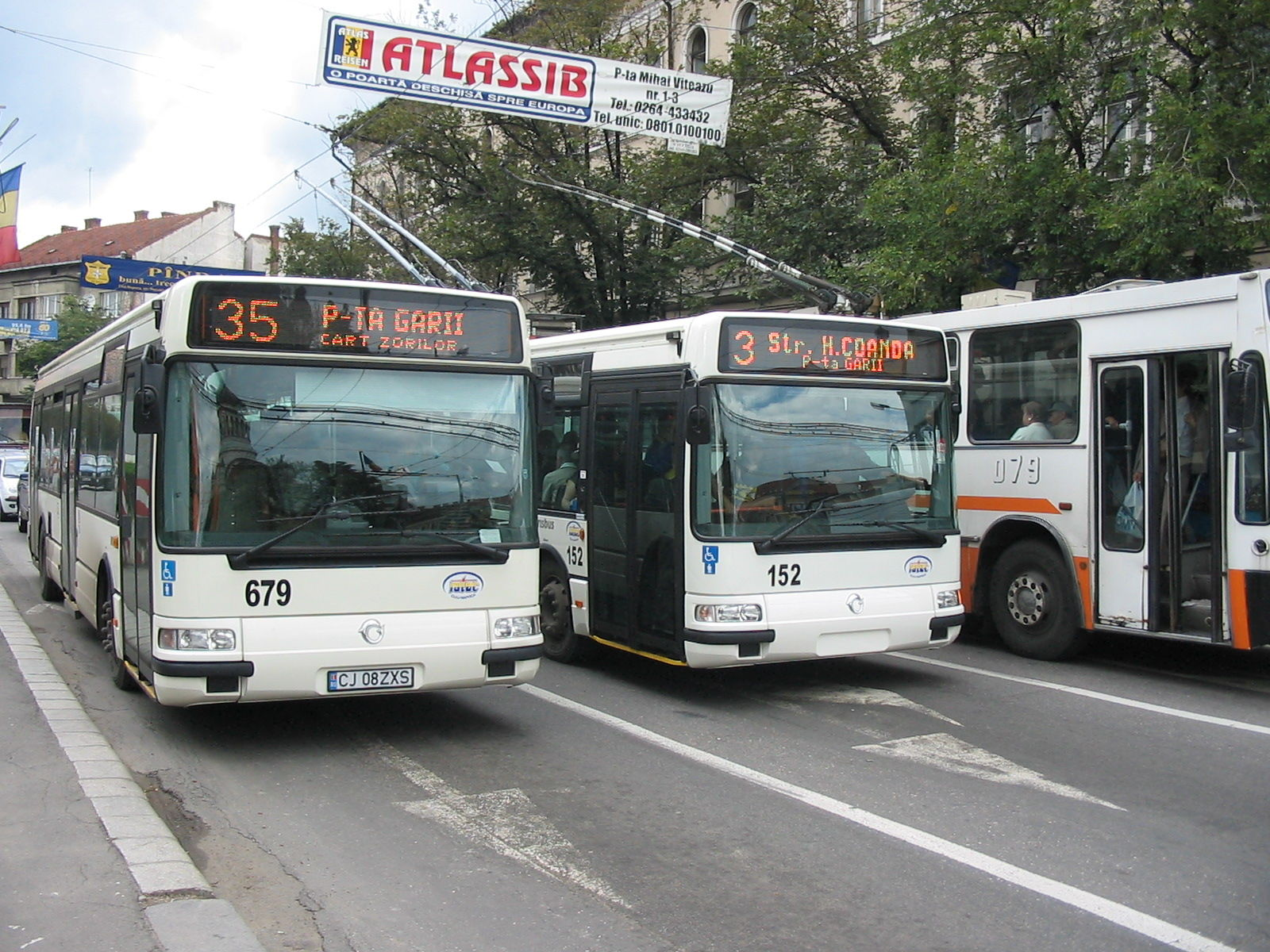
La ligne 35 du bus et la 3 du trolley.
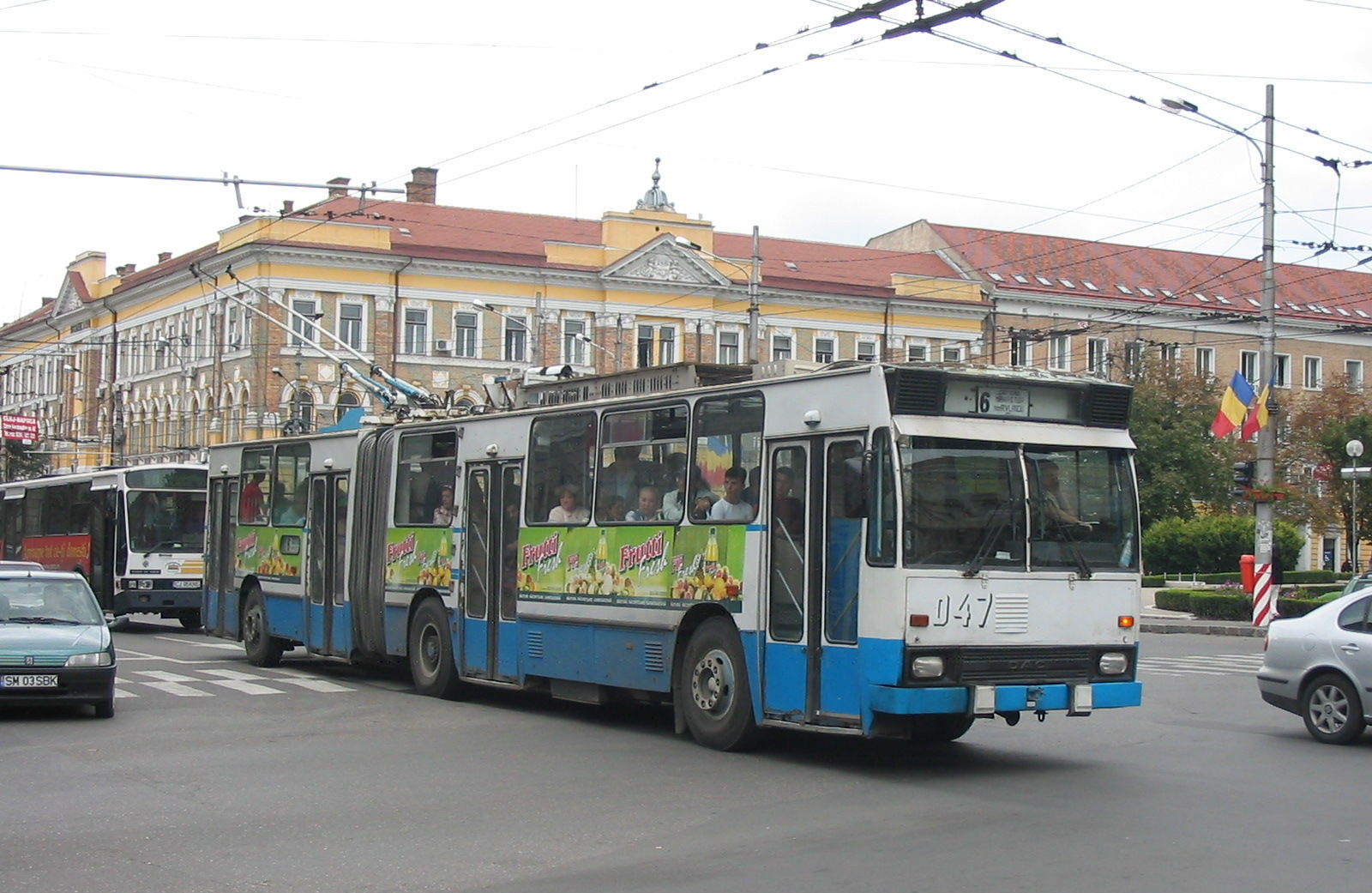
La ligne 6 du trolley.
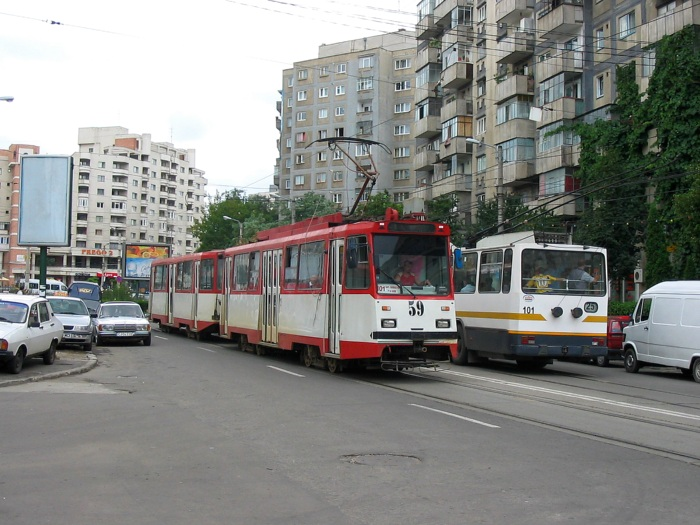
La ligne 101 du tramway et 25 du trolley.
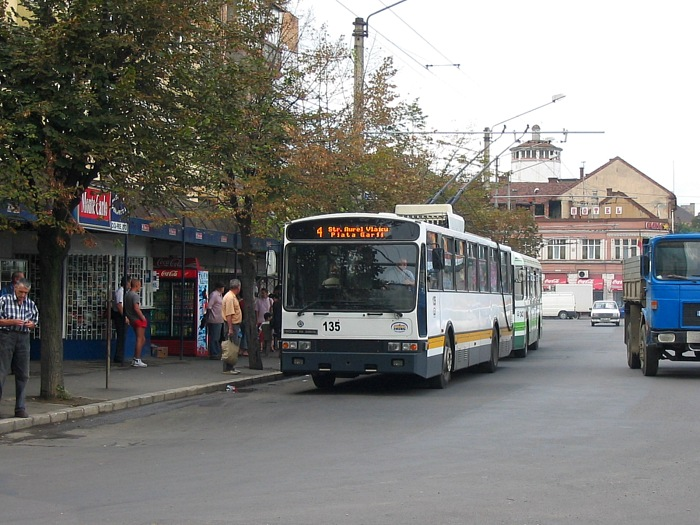
La ligne 4 du trolley.